# مافائیجیو
مافائیجیو (به لاتین: Mafaijijo) یک منطقهٔ مسکونی در ماداگاسکار است که در ماینتریناوو (بخش) واقع شده‌است.
 مافائیجیو  ۵٬۰۰۰ نفر جمعیت دارد و ۶۰ متر بالاتر از سطح دریا واقع شده‌است.